# أبو ظبي دراما

شعار القناة القديم

قناة أبوظبي دراما انطلقت في أبريل من عام 2010، وكانت أول قناة درامية مجانية عربية شاملة تبث مسلسلاتها على مدى 24 ساعة ومن دون فواصل إعلانية.
تستهدف القناة فئة محبي الدراما في المنطقة، وتتخصص في عرض أفضل وأحدث إنتاجات الدراما العربية من مسلسلات حققت حضوراً لافتاً على الساحة ولاقت استحسان المشاهدين. وتتوزع مسلسلات «أبوظبي دراما» بين الدراما الخليجية والسورية والمصرية بالإضافة إلى المسلسلات المدبلجة، وبذلك تتيح القناة لمشاهديها التمتع بمشاهدة أكبر قدر من أعمالهم المفضلة ونجومهم المحبوبين، في رمضان 2016 أصبحت القناة تبث أيضا بنضام HD فقط على نايل سات.
في الأول من يناير 2022، تم إغلاق القناة.

## تردد
| القمر   | التردد | الاستقطاب | الترميز |
| ------- | ------ | --------- | ------- |
| ياه سات | 12045  | افقي      | 27500   |